# Monochamus urussovii
Monochamus urussovii là một loài bọ cánh cứng trong họ Cerambycidae.

## Hình ảnh

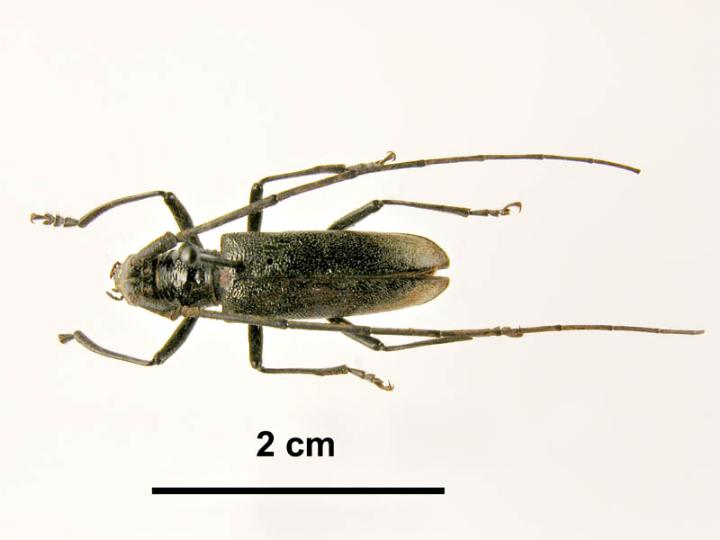
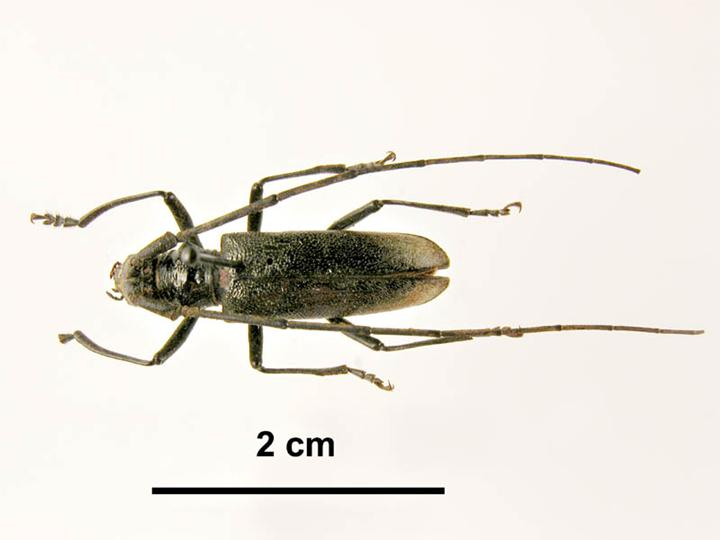
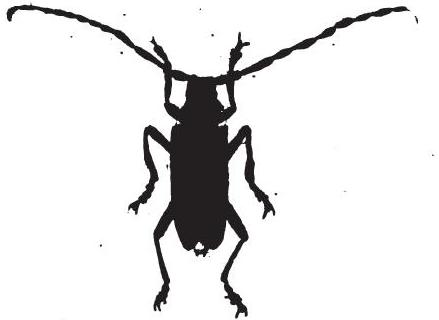